# 埃米爾重型坦克
埃米爾坦克（瑞典语：EMIL）是瑞典于20世纪50年代初秘密研制的一个重型坦克项目，项目编号为6400，代号为“起重机”坦克（瑞典语：Stridsvagn Kranvagn），简称“KRV”。它设计配备了摇摆炮塔和自动装填机，用于取代英国当时宣布预期无法提供的百夫长坦克，并对抗苏联的IS系列坦克。
根據設計，埃米爾重型坦克使用搖擺炮塔設計，裝備一門105毫米、120毫米或150毫米主炮。最終，因為瑞典在1953年從英國取得了百夫長坦克，瑞典方面最終放棄了埃米爾坦克的研發計劃，只製作了兩個底盤和一座木質模型。

## 歷史
1950年，瑞典軍方開始了埃米爾重型坦克的研發。根據設計要求，埃米爾重型坦克應該是一款重約30噸的坦克。同時，應該儘量多使用已經成熟的技術。在1951年、1952年、1953年，分別有三款設計推出（即埃米爾I、埃米爾II、埃米爾III）。但在1953年，英國同意向瑞典出售百夫長坦克，埃米爾重型坦克的研發計畫也隨之取消。截至工程結束，只有兩個底盤和一座木質模型完工。兩個底盤隨後又用於Strv 103的研發中。在工程結束後，兩個底盤被送入了博物館，並保存至今。

## 性能
埃米爾重型坦克共有三種設計方案。這三種設計方案均使用了搖擺炮塔，並有裝配自動裝彈機的计划。三種主炮計畫裝上埃米爾重型坦克：120毫米 L/40加農炮、150毫米 L/40加農炮，以及博福斯105毫米 L/67加農炮。其中，1951年設計的埃米爾I重28噸，正面配置傾斜裝甲（首上厚70毫米，首下區後120毫米）。搖擺炮塔正面裝甲厚150毫米，炮盾區域厚200毫米。其發動機馬力為550匹，其中有100匹用於驅動散熱風扇，理論上可以使坦克的極速達55公里/小時。埃米爾II和埃米爾III則計畫在正面裝配楔形裝甲，以及換裝動力更強的發動機。